# Magyarhomorog
Magyarhomorog is een plaats (község) en gemeente in het Hongaarse comitaat Hajdú-Bihar. Magyarhomorog telt 930 inwoners (2001).